# Сьвіняри (Малопольське воєводство)
Сьвіняри (пол. Świniary) — село в Польщі, у гміні Дрвіня Бохенського повіту Малопольського воєводства.
Населення — 393 особи (2011).

## Демографія
Демографічна структура станом на 31 березня 2011 року:
|          | Загалом | Допрацездатний вік | Працездатний вік | Постпрацездатний вік |
| -------- | ------- | ------------------ | ---------------- | -------------------- |
| Чоловіки | 192     | 36                 | 130              | 26                   |
| Жінки    | 201     | 41                 | 112              | 48                   |
| Разом    | 393     | 77                 | 242              | 74                   |